# فوجیوارا نو تادازانه
فوجیوارا نو تادازانه (به ژاپنی: 藤原 忠実 Fujiwara no Tadazane); ۱ ژانویهٔ ۱۰۷۸ – ۳۱ ژوئیهٔ ۱۱۶۲) نویسنده، پسر فوجیوارا نو موروماچی و نوه فوجیوارا نو موروزانه اهل ژاپن بود. وی پدر فوجیوارا نو تادامیچی بود. وی در ۱۱۱۲–۱۱۱۳ دایجو دایجین بود.
فوجیوارا نو تادازانه یک ویلا در نزدیکی معبد بیودواین در سال ۱۱۱۴ ساخت.